# Anjos no Islão

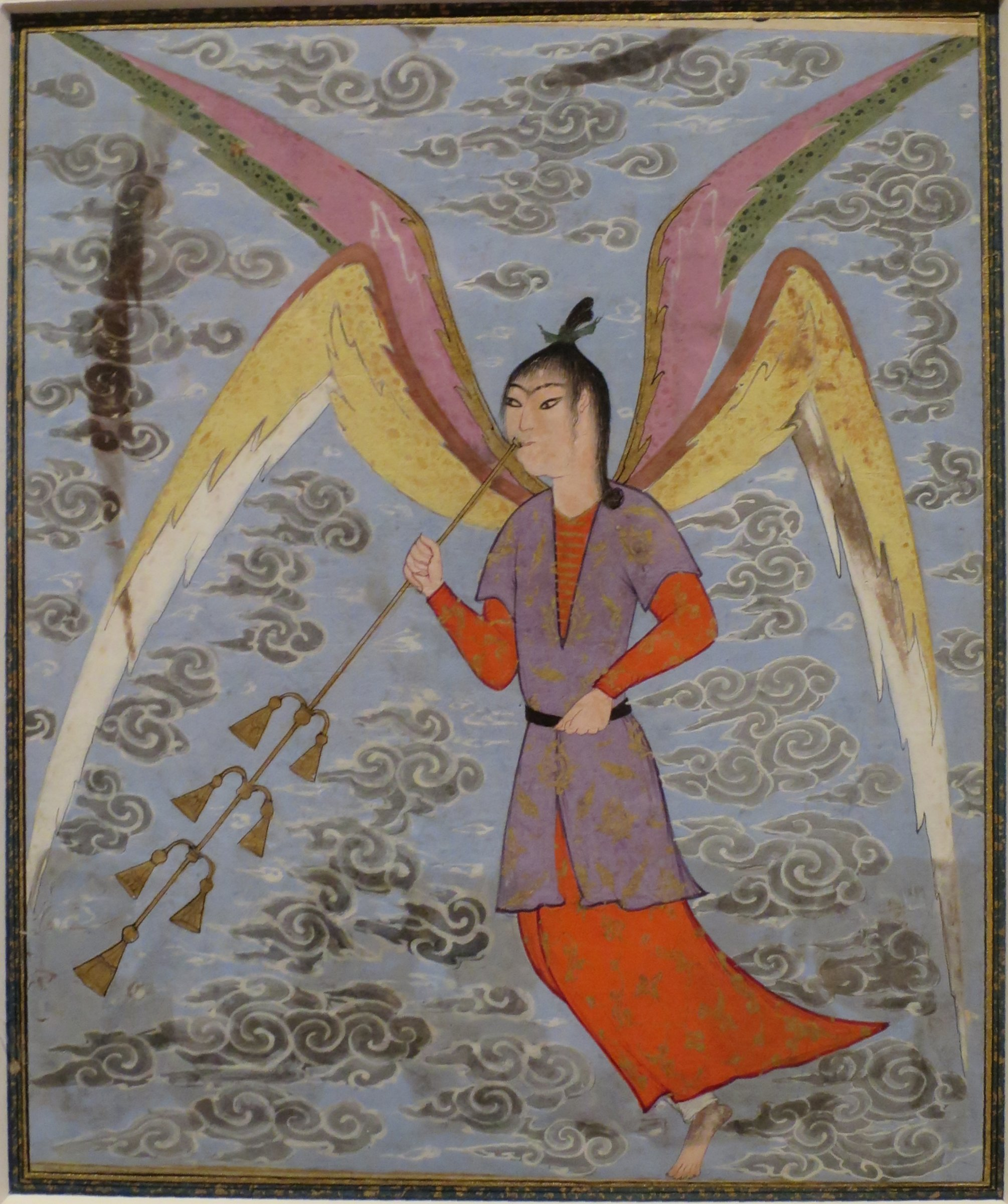
Anjo soprando um instrumento de madeira, tinta e aquarela opaca do Irão, c. 1500, Academia de Artes de Honolulu

No Islão, acredita-se que os anjos (em árabe: ملك malak ; plural: ملائكة malā'ikah) são seres celestiais, criados a partir de uma origem luminosa por Deus. Eles têm funções diferentes, incluindo louvar a Deus nos céus, interagir com a vida cotidiana dos seres humanos e cumprir leis da natureza. O Islão reconhece o conceito de anjos como antropomórfico e abstrato. A crença nos anjos é um dos seis artigos de fé no Islão. O Alcorão é a principal fonte do conceito islâmico de anjos, mas características mais extensas dos anjos aparecem no hádice, literatura Mi'raj, teologia islâmica e filosofia islâmica. Os anjos diferem de outras criaturas espirituais em sua atitude como criaturas da virtude, em contraste com demônios impuros e gênios moralmente ambivalentes.

## Anjos corporais

### Criação
Anjos são outro tipo de criatura criada por Deus, conhecida pela humanidade, habitando habitualmente nas esferas celestes. Embora o Alcorão não mencione o tempo em que os anjos foram criados, eles geralmente são considerados como a primeira criação de Deus. Segundo Tabari, os anjos foram criados na quarta-feira, enquanto outras criaturas nos dias seguintes. Embora não seja mencionado no Alcorão, acredita-se que os anjos foram criados a partir de uma substância luminosa, repetidamente descrita como uma forma de luz. O hádice provavelmente mais famoso sobre sua origem é relatado no Sahih Muslim: "Os Anjos foram criados à luz e o Jann foi criado a partir de uma mistura de fogo e Adão foi criado a partir do que o caracteriza". Nur, o termo usado para a luz da qual os anjos são criados, geralmente corresponde à luz fria da noite ou à luz da lua, contrastado com nar, que corresponde ao fogo ou à luz diurna e solar a partir da qual dizem que os anjos da punição foram criados. Dividir os anjos em dois grupos criados a partir de diferentes tipos de luz também é atestado por Tabari, Abd al-Ghani al-Maqdisi, Al-Jili e Al-Suyuti. Suyuti distingue em seu trabalho Al-Hay’a as-samya fi l-hay’a as-sunmya como anjos foram criados a partir do "fogo que come, mas não bebe" em oposição a demônios criados a partir do "fogo que bebe, mas não come", que também é identificado com o fogo do sol. Os estudiosos também argumentaram que não há distinção entre nur e nar. Embora não seja sua conclusão, Tabari argumentou que ambos podem ser vistos como a mesma substância, uma vez que ambos se entrelaçam, mas se referem à mesma coisa em diferentes graus. Afirmar que tanto o fogo quanto a luz são realmente os mesmos, mas em graus diferentes também podem ser encontrados por Qazwini e Ibishi. A falta de distinção entre fogo e luz pode ser explicada pelo fato de que ambos estão intimamente relacionados morfologicamente e foneticamente. Al-Baydawi argumentou que a luz serve apenas como provérbio, mas o fogo e a luz se referem realmente à mesma substância. Além da luz, outras tradições também mencionam exceções sobre os anjos criados a partir do fogo, gelo ou água.

### Características
Uma das principais características islâmicas é a falta de desejos corporais; nunca se cansam, não comem nem bebem e não têm raiva. Como em outras religiões monoteístas, os anjos são características de sua pureza e obediência a Deus. No entanto, sua constante lealdade a Deus, enfatizada por alguns versículos do Alcorão, como [Alcorão 16:49], não implica necessariamente impecabilidade e o motivo de anjos errantes também é conhecido no Islão. Alguns estudiosos, por outro lado, entre Haçane de Baçorá como um dos primeiros, estendem sua lealdade a Deus para assumir a impecabilidade geral. Aqueles que aceitam a possibilidade de errar os anjos, defendem que, na verdade, apenas os mensageiros entre os anjos são infalíveis, porque o Alcorão também descreve os anjos como sendo testados. Al-Baydawi argumentou que os anjos só permanecem impecáveis se não caírem. Ibn Arabi afirmou que os anjos podem errar ao se opor a Adão como vice-regente e se fixar em seu modo de adorar a Deus, excluindo outras criaturas.
Os anjos são geralmente descritos em formas antropomórficas combinadas com imagens sobrenaturais, como asas, sendo de grande tamanho, vestindo roupas celestes e grande beleza. Alguns anjos são identificados com cores específicas, geralmente com branco, mas alguns anjos especiais têm uma cor distinta, como Gabriel sendo associado à cor verde.
Os estudiosos debateram se humanos ou anjos têm uma classificação mais alta. A prostração dos anjos diante de Adão é frequentemente vista como evidência da supremacia dos humanos sobre os anjos. No entanto, outros consideram os anjos superiores, pois, livres de déficits materiais, como raiva e luxúria, os anjos estão livres de tais impulsos inferiores e, portanto, superiores, uma posição especialmente encontrada entre os mu'tazilitas e alguns asharitas. Uma opinião semelhante foi afirmada por Haçane de Baçorá, que argumentou que os anjos são superiores aos humanos devido à sua infalibilidade, originalmente contra sunitas e xiitas. Essa visão é baseada na suposição de superioridade do puro espírito contra o corpo e a carne. Ao contrário, os humanos estão acima dos anjos, já que para um humano é mais difícil ser obediente e adorar a Deus, enfrentando tentações corporais, em contraste com os anjos, cuja vida é muito mais fácil e, portanto, sua obediência é bastante insignificante. O Islão reconhece uma famosa história sobre anjos e humanos concorrentes na história de Harut e Marut, que foram testados para determinar se os anjos se sairiam melhor ou não do que os seres humanos nas mesmas circunstâncias, uma tradição contrária a estudiosos posteriores, como como ibne Taimia, mas ainda aceito por estudiosos anteriores, como ibne Hambal. Algumas tradições sufistas argumentam que um humano geralmente se classifica abaixo dos anjos, mas desenvolvido para Al-Insān al-Kāmil, ele se classifica acima dos anjos. Comparável a outra opinião importante, que profetas e mensageiros entre os humanos estão acima dos anjos, mas os humanos comuns abaixo de um anjo, enquanto os mensageiros entre os anjos se classificam acima dos profetas. O maturidismo geralmente sustenta que a superioridade e a obediência dos anjos e profetas derivam de suas virtudes e insights sobre a ação de Deus, mas não como sua pureza original.

### Pureza
Anjos que se acredita estarem envolvidos em assuntos humanos estão intimamente relacionados aos rituais de pureza e modéstia islâmicos. Muitos hadiths, incluindo Muwatta Imam Malik, de um dos Kutub al-Sittah, falam sobre os anjos serem repelidos pelo estado de impureza dos humanos. Tais anjos mantêm distância dos humanos, que se poluíram por certas ações (como a relação sexual). No entanto, os anjos podem retornar a um indivíduo assim que a pessoa (ritualmente) se purificar. A ausência de anjos pode causar vários problemas para a pessoa. Se afastados pela impureza ritual, o Kiraman Katibin, que registra as ações das pessoas, e o anjo da guarda, não realizarão suas tarefas atribuídas ao indivíduo. Outro hádice especifica, durante o estado de impureza, ações ruins ainda são anotadas, mas boas ações não são. Quando uma pessoa conta uma mentira, os anjos quase se separam da pessoa do fedor que emana. Os anjos também se afastam dos humanos quando estão nus ou tomam banho por decência, mas também amaldiçoam as pessoas nuas em público.

## Anjos abstratos

### Filosofia
Na filosofia islâmica, os anjos aparecem frequentemente como criaturas incorpóreas. Alquindi e Avicena definem os anjos como substâncias simples, o que significa que pertencem às esferas celestes comparáveis à astronomia ptolomaica, dotadas de vida, razão e imortalidade, em contraste com entidades sublunares, como seres humanos e animais, que são dotadas com a vida, e o primeiro também com a razão, mas são mortais. Qazwini semelhante atribui os anjos às esferas celestes, distinguindo-os entre os animais, embora se diga que ambos possuem o atributo de vida. Significativamente, Al-Damiri inclui em seus trabalhos zoológicos, animais, humanos, gênios e até demônios, mas não anjos. Esse pensamento cosmológico, mantido por estudiosos como Al-Farabi e Avicena, tem forte semelhança com a cosmologia da emanação neoplatônica, identificando os diferentes anjos no Islão com os intelectos, dividindo o cosmos em diferentes esferas. No entanto, os estudiosos islâmicos insistem repetidamente que todas as esferas celestes, como um todo, formam um único corpo e são movidas por Deus, em contraste com a cosmologia aristotélica na qual Deus apenas move a esfera externa. Segundo Avicena, mas diferindo de Al-Farabi, Deus não faz parte do esquema da emanação. Deus emanou as coisas de acordo com sua vontade. Em sua Theologia Aristotelis, ele mostra que, através da manifestação de Deus, os intelectos estão conscientes de Deus e de seu papel no universo. Além disso, Avicena parece distinguir entre dois tipos de anjos: um completamente não relacionado à matéria e outro que existe na forma de um tipo superior de matéria. Os últimos podem transmitir mensagens entre as esferas celestes e o mundo sublunar, aparecendo em visões. Portanto, os anjos superiores habitam em esferas mais altas, enquanto seus anjos subordinados aparecem em um reino intermediário. A explicação de Avicena pode implicar uma tentativa de considerar a revelação como parte do mundo natural. O Qazwini também lista um tipo mais baixo de anjos; anjos terrestres como forças internas da natureza, que mantêm o mundo em ordem e nunca se desviam de seus deveres. Qazwini acreditava que a existência desses anjos poderia ser provada pela razão e pelos efeitos desses anjos em seu objeto designado.

### Psicologia
A filosofia islâmica enfatizou que os seres humanos possuem qualidades angelicais e demoníacas e que a alma humana é vista como um anjo em potencial ou demônio em potencial. Dependendo do desenvolvimento da alma sensual ou racional, a alma humana se torna um anjo ou um demônio. Os anjos também podem dar inspirações opostas às sugestões malignas, chamadas waswās, de Satanás.

## Na narrativa de Ibn Abbas Mi'raj

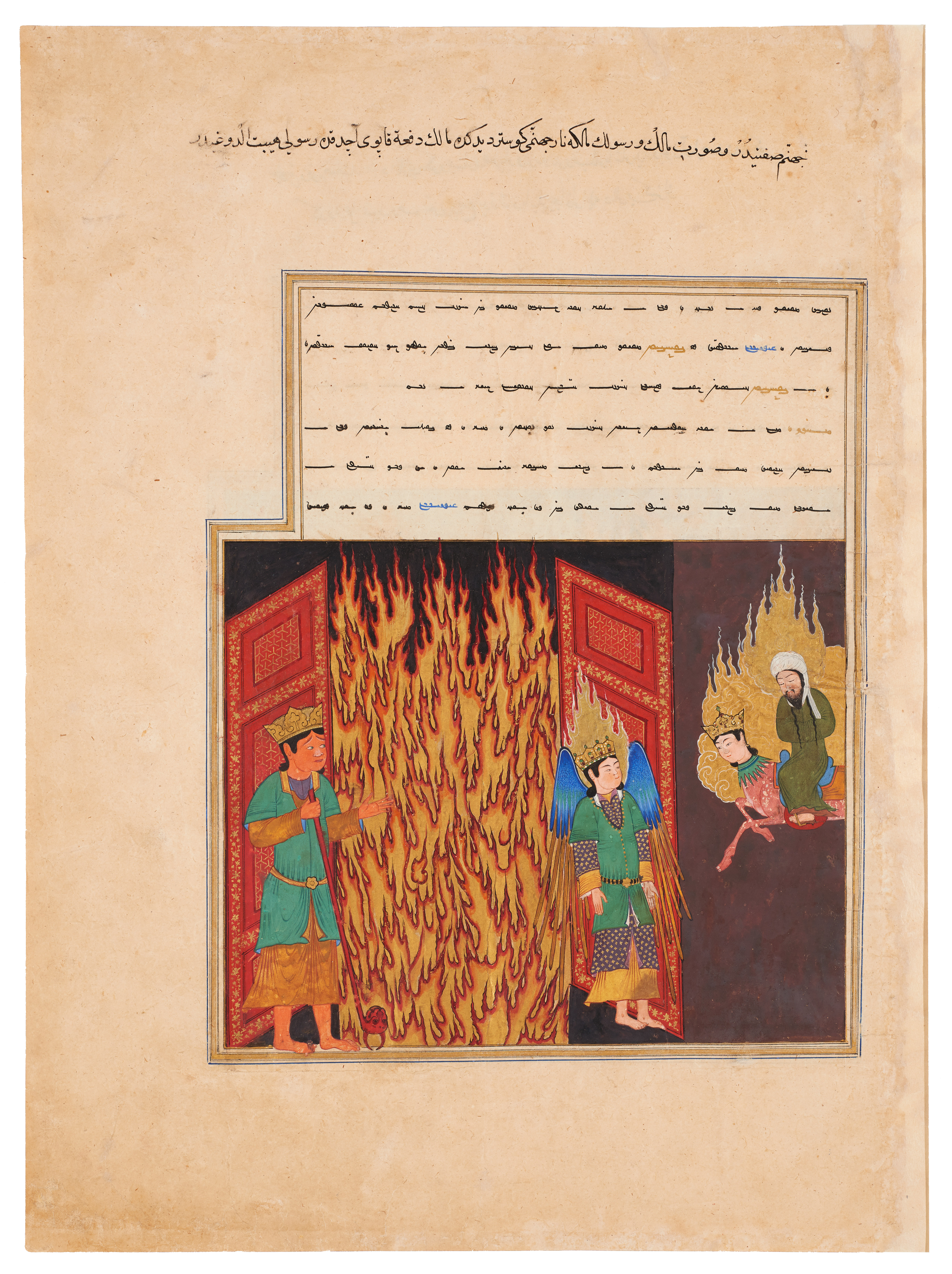
Maomé pede a Maalik que lhe mostre o inferno durante sua jornada celestial. Miniatura da coleção de Davi.

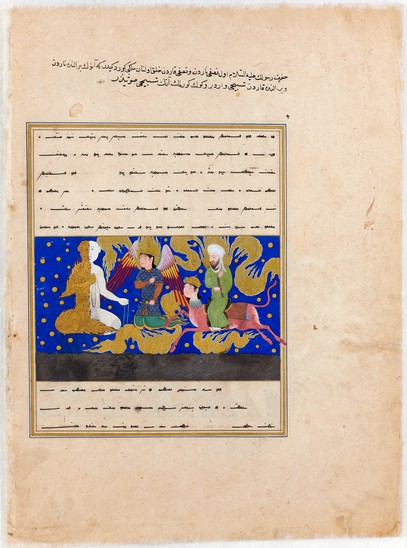
Maomé encontra o anjo composto de fogo e gelo durante sua jornada noturna. Miniatura de uma cópia de Nahj al-Faradis de al-Sarai da Coleção de Davi

O encontro de Maomé com vários anjos significativos em sua jornada pelas esferas celestes, desempenha um papel importante na versão de Ibn Abbas. Os principais anjos dos céus são chamados Malkuk, em vez de Malak.
| primeiro céu       | segundo céu    | terceiro céu            | quarto céu   | quinto céu | sexto céu        | sétimo céu          |
| ------------------ | -------------- | ----------------------- | ------------ | ---------- | ---------------- | ------------------- |
| Habib              | Anjo da Morte  | Maalik                  | Salsa'il     | Kalqa'il   | Miguel (Arcanjo) | Israfil             |
| Anjo galo          | Anjos da Morte | Anjo de setenta cabeças | Anjos do sol | -          | Querubins        | Portadores do Trono |
| Ismael (ou Riḍwan) | Miguel         | Arina'il                | -            | -          | Shamka'il        | Afra'il             |

## Anjos individuais
O Islão não possui uma organização hierárquica padrão que paralelize a divisão em diferentes "coros" ou esferas hipotetizadas e elaboradas pelos primeiros teólogos cristãos medievais, mas faz distinção entre arcanjos e anjos. Os anjos não têm status igual e, conseqüentemente, recebem tarefas diferentes para executar.

### Arcanjos
- Jibrā'īl/Jibrīl/Jabrīl (Gabriel),[51] o anjo da revelação. Jibra'il é o arcanjo responsável por revelar o Alcorão a Maomé, verso por verso. Jibra'il é o anjo que se comunica com (todos) os profetas e também desce com as bênçãos de Deus durante a noite de Laylat al-Qadr ("A Noite do Destino"). Jibra'il também é reconhecido como um magnífico guerreiro na tradição islâmica, que liderou um exército de anjos na Batalha de Badr e lutou contra Iblis enquanto tentava Jesus (Isa).[52]
- Mīkāl/Mīkāʾīl/Mīkhā'īl (Miguel),[53] o arcanjo da misericórdia, é frequentemente descrito como fornecendo alimento para corpos e almas, além de ser responsável por trazer chuva e trovão à Terra.[54] Alguns estudiosos apontaram que Mikail é responsável pelos anjos que carregam as leis da natureza.[55] Segundo a lenda, ele ficou tão chocado ao ver o inferno quando foi criado que nunca mais riu.
- Isrāfīl (frequentemente associado ao anjo judeu e cristão Rafael), é o arcanjo da música[56] frequentemente representado com uma trombeta, ele tocará no final dos tempos. Portanto, Israfil é responsável por sinalizar a chegada de Qiyamah (Dia do Julgamento) tocando uma trombeta.
- Em sua associação com Rafael, o historiador Ali Olomi escreve: "Nos círculos esotéricos, Israfil é o anjo do Ocidente, do Sol e, às vezes, da quinta-feira. Outras vezes, o anjo de Júpiter Sarfayail é designado para quinta-feira. A sobreposição astrológica pode sugerir um paralelo com o anjo judeu Serafiel ou Rafael".[57]
- 'Azrā'īl/'Azrayl/Azrael, é o arcanjo da morte. Ele e seus anjos subordinados são responsáveis por separar a alma do corpo dos mortos e levarão os crentes para o céu (Illiyin) e os incrédulos para o inferno (Sijjin).[58][59]

### Mencionados no Alcorão
- Nāzi'āt e Nāshiṭāt, ajudantes de Azrael que tomam as almas dos falecidos.[60]
- Hafaza, (anjo da guarda):
  - Kiraman Katibin,[61] dois dos quais são cobrados a todo ser humano; um escreve boas ações e outro escreve más ações. Ambos são descritos como 'Raqeebun 'Ateed' no Alcorão.
  - Mu'aqqibat (Os Protetores)[62] que mantêm as pessoas mortas até o tempo decretado e que trazem bênçãos.
- Anjos do Inferno:
  - Maalik, chefe dos anjos que governam Jahannam (inferno).
  - Dezenove anjos do inferno, comandando o Zabaniyya, para atormentar pessoas pecadoras no inferno.
- Aqueles anjos que distribuem provisões, chuva e outras bênçãos pelo mandamento de Deus.[63]
- Aqueles anjos que dirigem as nuvens.[64]
- Hamalat al-'Arsh, aqueles que carregam o 'Arsh (Trono de Deus),[65] comparável ao Serafim cristão.
- Harut e Marut, frequentemente representados como anjos caídos que ensinavam os humanos a magia da Babilônia; mencionado no Alcorão (2:102).[66]
- Ar-Ra'd, dito ser o anjo do trovão; mencionado no Alcorão (13:13). De acordo com Tafsir al-Qurtubi: "Dizem que ele é o anjo encarregado das nuvens e as dirige conforme as ordens de Allah, e glorifica seus louvores".[67]
- O anjo da vida dá alma a todo ser humano

### Nas coleções canônicas do hádice
- Os anjos dos sete céus.
- Jundullah, aqueles que ajudaram Maomé no campo de batalha.
- Aqueles que dão espírito ao feto no útero e são encarregados de quatro ordens: anotar sua provisão, seu tempo de vida, suas ações e se ele será miserável ou feliz.[68]
- Malakul Jibaal (O Anjo das Montanhas), conhecido pelo Profeta após sua provação em Taif.[69]
- Munkar e Nakir, que questionam os mortos em seus túmulos.[70]

### De outros
- Ridwan, o guardião do Paraíso.
- Artiya'il, o anjo que remove a dor e a depressão dos filhos de Adão.[2]
- Habib, um anjo que Maomé conheceu durante sua jornada noturna composta de gelo e fogo.
- Os anjos se encarregaram de cada coisa existente, mantendo a ordem e afastando a corrupção. Seu número é conhecido apenas por Deus.[71]
- Darda'il (Os Viajantes), que viajam pela terra procurando assembleias onde as pessoas lembram o nome de Deus.[72]

### Disputado
- Dhul-Qarnayn, que alguns acreditam ser um anjo ou "anjo parcial" baseado na declaração de Omar.[73]
- Khidr, às vezes considerado como um anjo que assumiu a forma humana e, portanto, capaz de revelar conhecimentos ocultos superiores aos dos profetas para guiar e ajudar pessoas ou profetas.[74]
- Azazil, em muitos relatos iniciais, um ex-arcanjo, que estava entre os que foram ordenados a se curvar diante de Adão, mas ele se recusou e foi banido para o inferno.

## Sufismo
Os anjos desempenham um papel importante no sufismo. Assim como nas tradições não relacionadas ao sufismo, os anjos são vistos como criados da luz. Al-Jili especifica que os anjos são criados a partir da Luz de Maomé e em seu atributo de orientação, luz e beleza. Influenciado pela metafísica sufista de Ibn Arabi, Haydar Amuli identifica os anjos como criados para representar diferentes nomes/atributos da beleza de Deus, enquanto os demônios são criados de acordo com os atributos de Majestade de Deus, como "O Altivo" ou "O Dominador". A cosmologia sufista divide o mundo em vários reinos. O reino de Malakut é o plano no qual os símbolos tomam forma. É também a esfera na qual os humanos podem encontrar anjos, durante seus sonhos. Alguns autores sugeriram que alguns anjos individuais no microcosmo representam faculdades humanas específicas em um nível macrocósmico. De acordo com uma crença comum, se um sufista não conseguir encontrar Shaikh para ensiná-lo, ele será ensinado pelo anjo Khidr.

## Era Contemporânea
O salafismo contemporâneo continua a considerar a crença nos anjos como um pilar do Islã e considera a rejeição da crença literal nos anjos como descrença e uma inovação trazida pelo secularismo e pelo positivismo. As reinterpretações modernas, como por exemplo sugeridas por Nasr Abu Zayd, são fortemente desconsideradas. Simultaneamente, muitos materiais tradicionais sobre os anjos são rejeitados no terreno, eles não seriam autênticos. Os estudiosos da Irmandade Muçulmana Sayyid Qutb e Umar Sulaiman Al-Ashqar rejeitam muito material estabelecido sobre anjos, como a história de Harut e Marut ou o nome de Anjo da Morte Azrail. Sulayman Ashqar não apenas rejeita o material tradicional em si, mas também desaprova os estudiosos que os usaram.
Estudiosos modernistas islâmicos como Muhammad Asad e Ghulam Ahmed Parwez sugeriram uma reinterpretação metafórica do conceito de anjos.